# Ф
Ф (onderkast ф) is een letter van het cyrillische alfabet die als /f/ wordt uitgesproken. Deze letter is afgeleid van de Griekse letter φ.

## Weergave

### Unicode
De Ф en ф zijn in 1993 toegevoegd aan de Unicode 1.0 karakterset.
In Unicode vindt men Ф onder het codepunt U+0424 (hex) en ф onder U+0444.

### HTML
In HTML kan men voor Ф de code &Fcy; gebruiken, en voor ф &fcy;.